# 德国商业银行
德國商業银行（Commerzbank）成立于1870年，德國原三大银行之一，2009年底資產總额约為8441.03億歐元。總部商業銀行大廈現時設在法蘭克福，为德国股票指数DAX的成分公司之一。就资产规模来看，该银行是全德国第二大银行，仅次于德意志银行，属于少数还提供免费银行账户的德国银行。专业地产银行Eurohypo是该行的下属公司。由于最近洗钱事件和对客户傲慢的态度，目前德国商业银行深陷财务危机，从2016年开始，计划裁员10000人。

## 历史
德国商业银行1870年由一批商人成立于汉堡市，1905年和柏林人银行合并后迁到柏林，二战之后一度迁居杜塞尔多夫，1958年迁移至法兰克福。2008年8月，雷曼兄弟破产——金融危机全面爆发前一个月，德国商業银行宣佈以98亿欧元收購欧洲顶尖投资银行之一德累斯頓銀行全部股份，使得新德商受到并购和金融危机的双重影响。两家银行合并之后，新德国商业银行在客户数量和国内网点数量上均超过了德意志银行。合并后，德累斯顿银行的投资银行部经过缩减后，与德国商业银行的相关部门整合，合并组成新的投资银行部门Corporates & Markets，并在世界各大金融中心如伦敦，纽约，香港，东京，新加坡等设有办公室。
德国商业银行自1993年设立上海分行，并在2000年就成为第一批获得全面人民币业务牌照的外资银行。现上海分行办公地点设在陆家嘴环球金融中心，并在大陆设有北京和天津分行。另外在香港和新加坡保留了庞大的投资银行队伍。